# Johan Edin
Johan Edin, född 9 februari 1987, är en svensk före detta längdskidåkare från Kovland i närheten av Sundsvall som tävlade på världscupsnivå. Han tävlade för IFK Mora på klubbnivå. Han har tidigare tävlat i orientering och skidorientering.
Han avslutade karriären 2017.